# Töreboda
Töreboda er et byområde i Töreboda kommun i Västra Götalands län i Sverige. I 2010 var indbyggertallet 4 189.